# Myles Rockwell
Myles Rockwell (ur. 19 sierpnia 1972 w Durango) – amerykański kolarz górski, dwukrotny medalista mistrzostw świata MTB.

## Kariera
Największy sukces w karierze Myles Rockwell osiągnął w 2000 roku, kiedy zdobył złoty medal w downhillu podczas mistrzostw świata w Sierra Nevada. W zawodach tych wyprzedził bezpośrednio Brytyjczyka Stevena Peata oraz Francuza Mickaela Pascala. W tej samej konkurencji zdobył również brązowy medal na rozgrywanych siedem lat wcześniej mistrzostwach świata w Métabief. Uległ tam jedynie swemu rodakowi Mike'owi Kingowi i Paolo Caramellino z Włoch. Nigdy nie wystąpił na igrzyskach olimpijskich.
Jego żoną jest amerykańska kolarka Willow Koerber.